# Балашиха (клуб по хоккею с мячом)
«Бала́шиха» — российский клуб по хоккею с мячом из города Балашиха Московской области.

## История
Команда завода «Криогенмаш» дебютировала во Второй лиге Чемпионата СССР в сезоне 1979—1980 годов под одноименным названием. Трижды клуб побеждал в зональном турнире (1982, 1985 и 1989 годы).
В сезоне 1997-1998 годов команда получила право играть в Первой лиге, где и играла до 2003 года. После этого из-за недостатка финансирования «Криогенмаш» отказался от участия в Чемпионате России и далее выступал только в первенстве Московской области, вплоть до 2008 года, когда на заводе «Криогенмаш» окончательно перестали содержать команду, и клуб был расформирован.
Все эти годы бессменным наставником «Криогенмаша» являлся заслуженный тренер России Леонид Спиридонов.
После годичного перерыва, в 2009 году команда была возрождена и преобразована в Футбольно-хоккейный клуб «Балашиха».
Победитель первенства Московской области сезона 2014/2015 годов.